# Arsjan (Boerjatië)

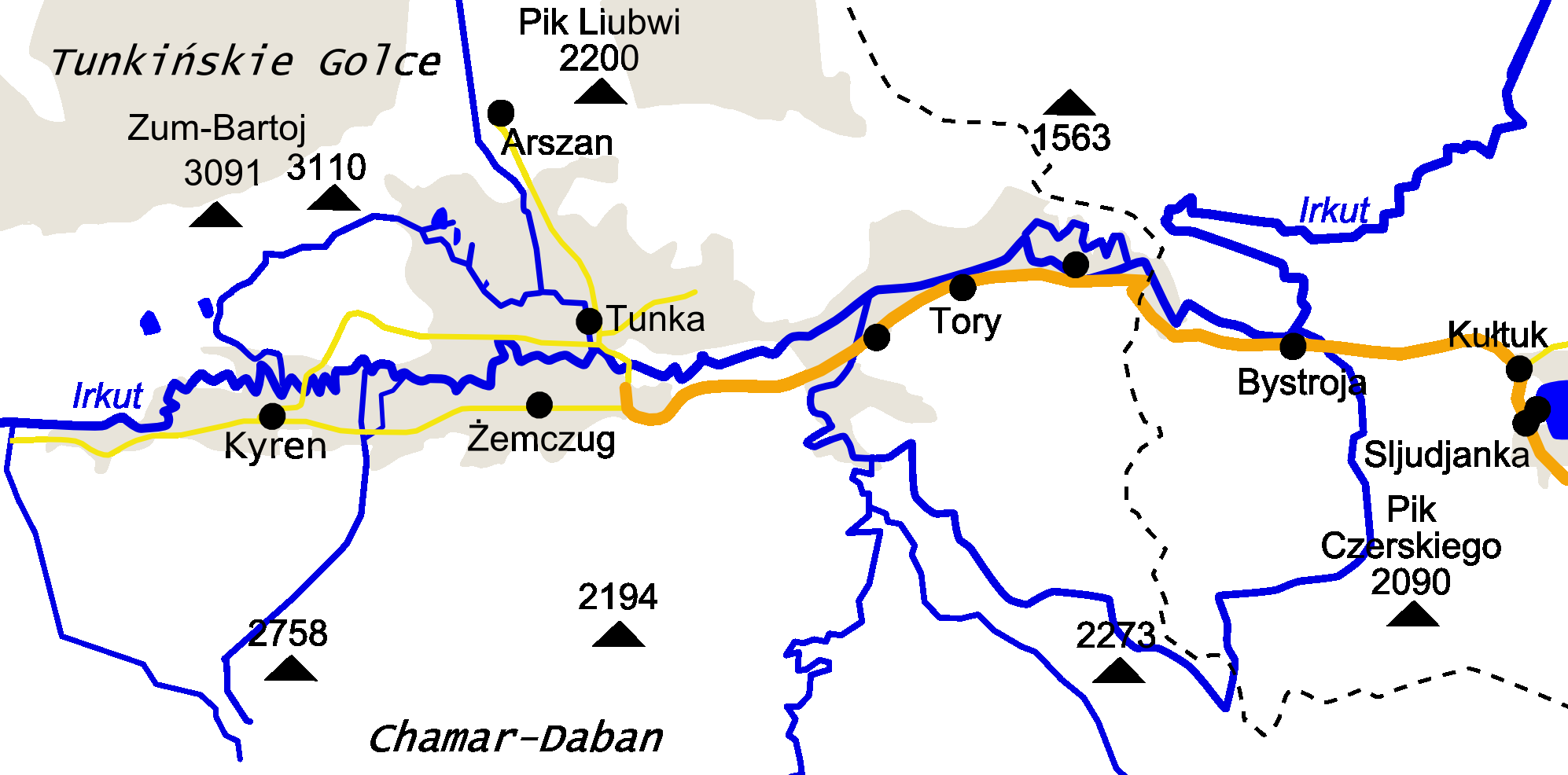
Dal van de Irkoet met Arsjan (Arszan) in het noordwesten

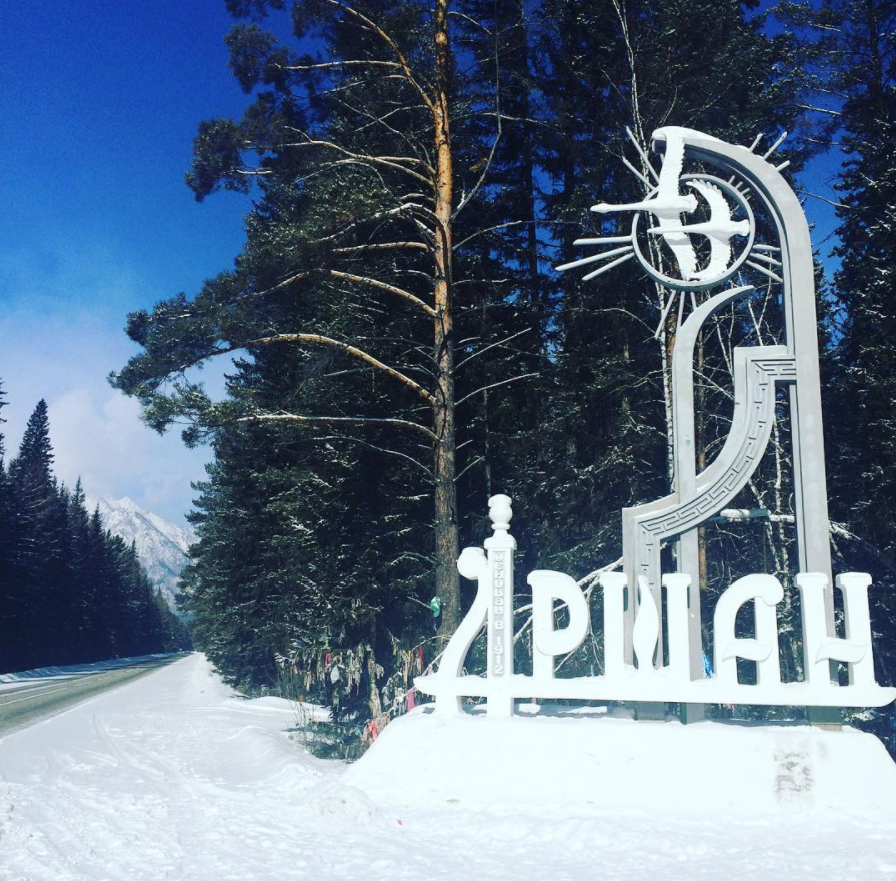
Bij de ingang van het dorp Arshan

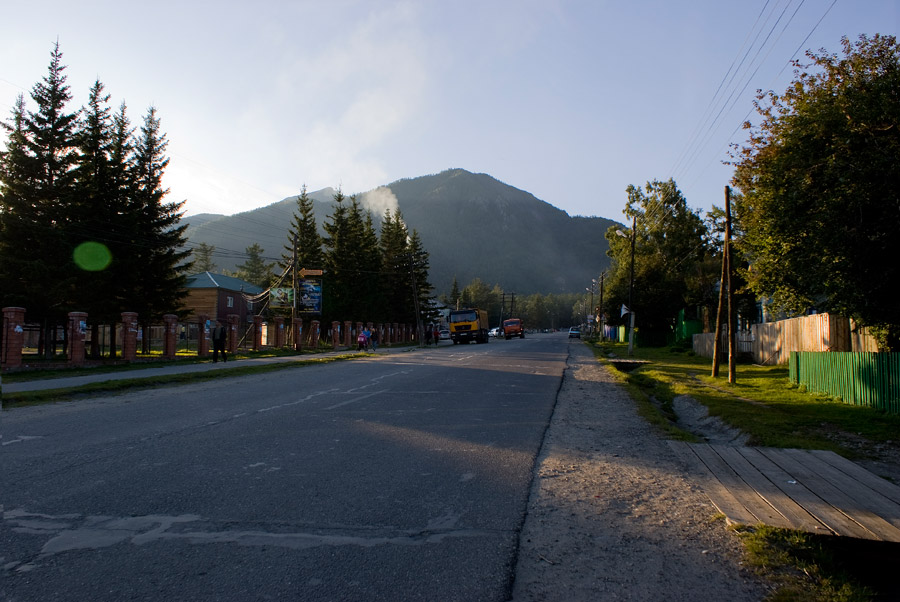
Hoofdstraat

Arsjan (Russisch: Аршан) is een balneologisch en bergklimatologisch kuuroord in de Russische autonome republiek Boerjatië, aan de oostelijke rand van de Oostelijke Sajan. Het bevindt zich aan de voet van de Toenka-Goltsy, op een hoogte van ongeveer 900 meter en 120 kilometer ten noorden van het spoorstation Koeltoek en 130 kilometer van het spoorstation Sljoedjanka. Er bevinden zich een sanatorium, polikliniek, badhuis en recreatiecentrum. Het kuuroord is het hele jaar geopend. In het kuuroord worden patiënten met problemen met de spijsvertering, bloedcirculatie en stofwisseling geholpen.
Het kuuroord ligt in een gebied met een streng landklimaat met korte gemiddeld warme zomers en lange koude winters. Er valt jaarlijks gemiddeld 495 mm neerslag, met name in de zomer. Het bestaansrecht wordt ontleend aan enkele mineraalwaterbronnen in de buurt. Dit water wordt ook opgeflest voor de verkoop.
Op ongeveer een half uur lopen van het kuuroord ligt een van de grote watervallen van de rivier de Kyngarga.